# 우리 지금 만나
"우리 지금 만나"는 2019년에 개봉한 대한민국의 영화이다.
김서윤 감독의 '기사 선생', 강이관 감독의 '우리 잘 살 수 있을까?', 부지영 감독의 '여보세요' 세 편의 단편으로 구성된다.

## 줄거리

### 기사 선생
개성공단으로 식자재를 배달하는 남한 기사 성민(배유람)과 그곳에서 식자재 관리를 담당하는 북한 노동자 숙희(윤혜리)는 처음엔 서로를 경계하지만, 곧 마음을 열게 된다. 함께 음악을 들으며 호감은 깊어지지만, 이들 사이에는 넘을 수 없는 벽이 있다.

### 우리 잘 살 수 있을까?
남과 북의 관계를 서로 사랑하지만 티격태격하는 남녀관계로 치환했다. 결혼을 앞둔 재범(하휘동)과 현채(최남미)는 취향 차이로 매번 다툰다. 피자 취향부터 가구에 대한 생각까지 모두 다르다. 이런 둘의 화해는 말이 아닌 춤을 통해 이뤄진다. 엠넷 "댄싱9" 시즌1에서 우승한 하휘동과 같은 프로그램 시즌2 출신인 최남미가 출연했다.

### 여보세요
한 남한 여성이 북한에서 잘못 걸려온 전화를 받게 되면서 생기는 일을 그린다. 처음에는 아들을 찾아달라는 수화기 너머 북한 여자의 말을 무시하려고 하던 정은(이정은)은 어느덧 그와 친구가 된다.

## 캐스팅

### 여보세요
- 이정은 : 정은 역
- 이용이 : 영신 역
- 박성연 : 성연 역
- 이상희 : 북녀 역
- 박희은 : 선화 역
- 정수지 : 하나제단 정주임 역
- 김대건

### 기사선생
- 배유람 : 성민 역
- 윤혜리 : 숙희 역
- 이한위 : 과장 역
- 기도영 : 북한 여직원 역
- 류경수 : 헌병 1 역
- 박태준 : 헌병 2 / 직원 1 역
- 한국인 : 헌병 3 역
- 여선정 : 체조녀 1 역
- 유지은 : 체조녀 2 역
- 유효진 : 헌병 역 (목소리)
- 김철윤 : 북한군인 역

### 우리 잘 살 수 있을까?
- 하휘동 : 재범 역
- 최리안 : 현채 역

## 수상 목록
- 제33회 후쿠오카 아시아 영화제 (2019년) 상영작
- 제1회 평창국제평화영화제 (2019년) 여름 영화 산책